# Likroclausia
Likroclausia is een geslacht van eenoogkreeftjes uit de familie van de Clausiidae. 
De wetenschappelijke naam van het geslacht is voor het eerst geldig gepubliceerd in 2003 door Ho & I.H. Kim.

## Soorten
- Likroclausia namhaensis Ho & I.H. Kim, 2003